# داليا علام
داليا علام (مواليد 17 سبتمبر 1980) هي سباحة إيقاعية مصرية، مثّلت مصر في أولمبياد أثينا 2004.

## المشاركة الأولمبية

### أثينا 2004
| الرياضيّة/ات               | الحدث | عرض فني | عرض فني | عرض حر (التمهيدي) | عرض حر (التمهيدي)  | عرض حر (التمهيدي) | عرض حر (النهائي) | عرض حر (النهائي)   | عرض حر (النهائي) |
| الرياضيّة/ات               | الحدث | النقاط  | الترتيب | النقاط            | المجموع (فني + حر) | الترتيب           | النقاط           | المجموع (فني + حر) | الترتيب          |
| ------------------------- | ----- | ------- | ------- | ----------------- | ------------------ | ----------------- | ---------------- | ------------------ | ---------------- |
| هبة عبد الجواد داليا علام | زوجي  | 41.167  | 21      | 41.667            | 82.834             | 21                | لم تتأهلا        | لم تتأهلا          | لم تتأهلا        |

## روابط خارجية
- داليا علام على موقع الاتحاد الدولي للسباحة (الإنجليزية)
- داليا علام على موقع أوليمبيديا (الإنجليزية)